# Андерс, Карл
Карл Ульрих Эрнст Пауль Андерс (нем. Carl Ulrich Ernst Paul Anders, 31 августа 1893 — 28 января 1972) — немецкий военачальник, генерал-майор вермахта, командующий различными пехотными дивизиями во время Второй мировой войны. Кавалер Рыцарского креста Железного креста, высшего ордена нацистской Германии. Пленён войсками СССР в 1945 году. Пробыл в плену до 1955 года.

## Награды
- Железный крест 2-го и 1-го класса (1914) (Королевство Пруссия)
- Нагрудный знак «За ранение» в серебре (1914)
- Почётный крест Первой мировой войны 1914/1918 с мечами
- Железный крест 2-го класса (25 сентября 1939)
- Железный крест 1-го класса (26 октября 1939)
- Медаль «За зимнюю кампанию на Востоке 1941/42»
- Немецкий крест в золоте (14 февраля 1942)
- Рыцарский крест Железного креста (4 мая 1944)